# Проксима (роман)
Про́ксима (пол. Proxima) — науково-фантастичний роман Кшиштофа Боруня й Анджея Трепки виданий 1955 року; друга частина космічної трилогії (попередній твір — Загублене майбуття,  останній — Космічні брати).
Друге видання зі змінами вийшло у світ 1957 року у видавництві «Iskry»; третє видання 1987 року доповнено інформацією про комп'ютерну селекцію, екологію і генетичну інженерію. Автори роману враховували наукові погляди вчених того часу.

## Сюжет (третє видання, 1987)
Експедиція на космічному кораблі Astrobolidzie покинула Землю в 2404 році і після 131-го року подорожі (частково проведеного в анабіозі) прибула до Проксима Центавра. Земляни, досліджуючи живі істоти Temę і заморожені міста Urpy потрапляють у безліч пригод, знаходять сліди істот Urpianami, які виявились високорозвиненою технічною цивілізацію. Вивчивши здобутки нових технологій експедиція продовжує подорож на Альфа Центавра.